# Sinagoga de Arlon
La sinagoga Arlon (en francés: Synagogue d’Arlon) es una sinagoga de mitades del siglo XIX de la ciudad de Arlon, Bélgica. Considerada la primera sinagoga permanente de Bélgica, fue clasificada en 2005 como Patrimonio inmobiliario Mayor de la Región valona (con número 81001-CLT-0041-01).
Actualmente la sinagoga sirve principalmente para fines turísticos y educativos, mientras que los servicios religiosos son muy poco comunes debido a la reducida comunidad judía de la ciudad.

## Historia
Según un censo de 1834, por aquel entonces la comunidad judía de Arlon contaba con 102 habitantes (el 2% de la población). Muy integrados en la sociedad local, los judíos arloneses disfrutaban de libertad de culto y formaban parte importante de la estructura económica local.
La sinagoga fue construida al estilo neorrománico en 1863 e inaugurada en 1865 para una comunidad judía que entonces ya contaba con 150 personas
La suerte de los judíos locales no cambiaría sustancialmente hasta el estallido de la Segunda Guerra Mundial y la ocupación de Arlon por las fuerzas alemanas. Jean-Marie Triffaux detalla en su libro «Arlon 1939-1945, de la movilización a la represión» el destino de los judíos durante la ocupación alemana. Algunos lograron huir a la Francia Libre, otros fueron deportados y los que quedaron se escondieron con conocidos en los pueblos vecinos. Como era de costumbre durante la guerra, la sinagoga se transformó en depósito, en este caso de forrajes. Antes de que fuera confiscada por los nazis, el conserje de la sinagoga había logrado quedarse con los rollos de la Torá, que gracias a ello sobrevivieron la guerra.
Después del Holocausto, algunos sobrevivientes regresaron a Arlon, donde levantaron un monumento en el cementerio judío al lado de la sinagoga, en homenaje a las víctimas.
Desde la década de 1960, la comunidad ha ido en declive y en la actualidad no superan la cincuentena de fieles. Durante muchos años el reducido tamaño de la congregación no permitió grandes reformas del edificio.
En 2014, el edificio de la sinagoga se cerró a requerimiento de las autoridades, ya que su estado requería de importantes trabajos de renovación. Por consiguiente, fue completamente restaurado en 2019.
Tras la inauguración del edificio restaurado en 2019, la sinagoga fue calificada como una de las más atractivas de Europa y una «auténtica joya», convirtiéndose en una atracción turística que atrae cada año a un gran número de visitantes.